# 蓮池館
蓮池館，是位於朝鮮平壤直轄市北部的長山畔之著名餐館。為古朝鮮建築風格的石牆綠瓦兩層建築物。除了中央主樓外，兩側設有一號樓及二號樓，周邊更設有4000多平方公尺花園，遍布樹木。室內設有許多房間：公眾食堂、私人客室、烤肉店及啤酒館等。它提供各種麵食，其中冷麵及銅盤冷麵最受顧客歡迎；亦提供中國菜。後於2006年重新改建裝修。